# José Francisco Jovel
José Francisco Jovel Cruz (Usulután, 26 maggio 1951) è un ex calciatore salvadoregno, di ruolo difensore.